# Deuteronomos juncta
Deuteronomos juncta là một loài bướm đêm trong họ Geometridae.